# Cloeon simile
Cloeon simile je druh jepice z čeledi Baetidae. Žije v Evropě. Poprvé tento druh popsal Eaton v roce 1870.

## Popis
Dospělci dorůstají délky 6 až 8 mm. Tělo mají zbarvené od krémové po olivovou. Přední pár křídel má výrazné tmavé žilkování. Křídla mají trojúhelníkový tvar a v klidu směřují nahoru. Zadní pár křídel je zcela zredukován. Na zadečku jsou dva cerci.
Larvy dorůstají délky 6 až 8 mm a mají tři cerci. Ty jsou kratší než délka děla a prostřední z nich je kratší než oba boční. Mají sedm párů tracheálních žaber (listové žábry). Prvních šest párů je tvořeno dvěma žaberními listy, poslední pak pouze jedním. Tělo se směrem dozadu zužuje. Barva těla je šedá s tmavšími a světlejšími skvrnami. Hlava je silná a stejně široká jako hrudní část těla.

## Chování
Nymfy žijí ve sladké vodě. Vajíčka vypouští samička na vodní hladinu a ta ihned klesají ke dnu. Larvy volně plavou při dně a živí se řasami rostoucími na kamenech a na rostlinách. Při vyrušení odplouvají vrtivými pohyby pryč. Dospělí jedinci mají redukované ústní ústrojí a nepřijímají potravu. Přesto dospělá samice může před nakladením vajíček žít až 14 dní. Dospělí samci zřídka žijí déle než jeden den. Cloeon simile patří ke hmyzu s proměnou nedokonalou, což znamená že v jeho vývojovém cyklu chybí stadium kukly.

## Fotogalerie

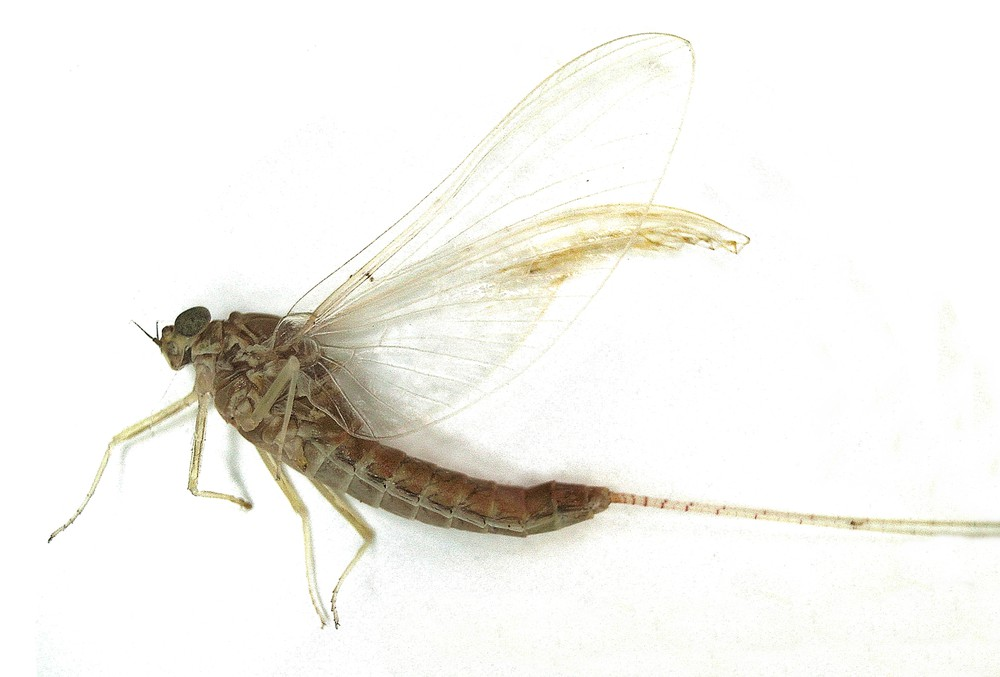
Imago Cloeon simile